# Francis Walsingham

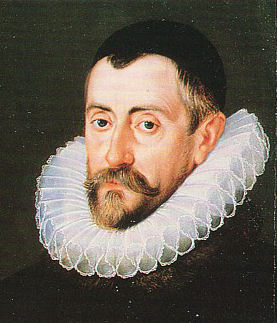
sir Francis Walsingham

 Francis Walsingham, född cirka 1532, död 6 april 1590 i London, var Elisabet I:s underrättelsechef och grundare av Englands första hemliga polis.  
Walsingham omnämns ofta som den förste i Europa att bygga upp ett statligt system för spionage och underrättelseinsamling. Han byggde upp ett spionnätverk som trängde in i hjärtat av den spanska militära ledningen, samlade in information från hela Europa och lyckades på så sätt avvärja en rad konspirationer mot drottning Elisabets styre och liv. Walsingham tillhörde den innersta kretsen av rådgivare kring drottningen som styrde England och var bland annat delaktig i övervakningen av utlänningar, utformandet av inrikes- och utrikespolitiken, däribland ockupationen av Irland. Walsingham bidrog i egenskap av strikt protestant till diskussionen kring den engelska religionspolitiken. Ett av Walsinghams mål var att bidra till ett närmande mellan England och Skottland. 
Överlag visar hans politiska verksamhet på en förvånansvärt god förståelse för Englands nya roll som världsmakt med sin främsta styrka inom flottan i en expanderande global ekonomi. Han var en av nytänkarna som vågade satsa personliga medel på forskningsresor och verkade för anskaffandet av engelska kolonier i Amerika och för att den engelska flottan skulle byggas ut och utvecklas. Walsingham brukar även ses som en föregångare till den moderna byråkraten.

## Barndom och uppväxt
Francis Walsingham föddes på familjens Walsinghams släktgård Scadbury Park i närheten av Chislehurst i Kent. Hans föräldrar var William Walsingham och Joyce Denny. Hans far dog året efter Walsinghams födelse varpå hans mor gifte om sig med Sir John Carey, en ingift släkting till Anne Boleyn.
Från år 1548 studerade Walsingham vid King's College i Cambridge i likhet med många andra protestanter men då han tillhörde den besuttna överklassen tog han ingen examen, då detta ansågs vara under hans värdighet. År 1550 begav han sig ut på en två år lång bildningsresa i Europa, en sed som utvecklades under renässansen och hörde ihop med epokens bildningsideal. När han återvände till England skrev han in sig vid Gray's Inn för att studera juridik. När Edward VI dog och efterträddes på tronen av sin katolska syster Maria tvingades Walsingham liksom många andra anhängare av den reformerta tron att gå i exil. Walsingham fortsatte sina juridikstudier vid universitetet i Padua. Mellan april 1556 och november 1558 var han bosatt i Schweiz. Under sina resor knöt han kontakter med många inflytelserika personer på kontinenten.

## I tjänst hos Elisabet I
När Elisabet I blev drottning av England år 1558 återvände Walsingham till hemlandet och blev med hjälp av William Cecil, lord Burghley invald i parlamentet, först för valkretsen Banbury år 1559 och sedan för Lyme Regis år 1563. Han gifte sig med en änka, Ann Carleill, som dog två år senare vilket innebar att Walsingham fick vårdnaden om hennes son Christopher Carleill från det tidigare äktenskapet. År 1566 gifte han om sig med Ursula St. Barbe som var änka efter sir Richard Worsley. Tillsammans fick de en dotter, Frances. Ursula hade två söner från sitt tidigare äktenskap. Dessa två pojkar, Walsinghams styvsöner John och George, omkom i en olycka år 1567. 
De följande åren ägnade Walsingham bland annat åt att försöka skaffa stöd åt hugenotterna i Frankrike. År 1569 gav Cecil Walsingham i uppdrag att försöka kartlägga Ridolfisammansvärjningen och samla bevis mot de inblandade. Detta var Walsinghams första formella uppdrag åt staten. Walsingham hade också börjat knyta kontakter med andra inflytelserika protestanter vid hovet, till exempel Elisabets ambassadör i Skottland, sir Nicholas Throckmorton och drottningens favorit earlen av Leicester.
År 1570 utsåg drottningen Walsingham till det diplomatiska uppdraget att hjälpa hugenotterna i deras förhandlingar med kungen av Frankrike. Senare samma år efterträdde han Henry Norris, 1:e baron Norreys som ambassadör i Frankrike. Hans främsta strävan var att åstadkomma en allians mellan England, Karl IX, hugenotterna och andra europeiska reformerta intressenter som kunde tänka sig att vara med och stödja en revolt i Nederländerna, där man önskade göra sig fri från spansk, katolsk, överhöghet. När det katolska motståndet mot dessa planer resulterade i att Coligny mördades och följdes av massakern under Bartolomeinatten, blev Walsinghams residens i Paris en fristad för reformerta flyktingar, däribland sir Philip Sidney. Desillusionerad återvände Walsingham i april 1573 till England. Hans tid i Paris hade tjänat till att stärka Elisabets förtroende för honom, och hade lagt grunden för hans fortsatta karriär.
Efter sin återkomst utnämndes Walsingham till att tillsammans med diplomaten Thomas Smith efterträda William Cecil som förste sekreterare (termen statssekreterare hade ännu inte kommit i bruk) åt drottningen, en ställning som gav honom mycket inflytande. Smith avgick oväntat år 1576, vilket innebar att Walsingham blev ensam på posten. 
Drottning Elisabet, som hade för vana att ge alla sina närmaste vänner och medarbetare smeknamn, brukade kalla Walsingham för sin mor, möjligen på grund av hans olivfärgade hy eller på grund av hans vanligen mörka klädsel. Hon tolererade hans uppriktighet och hans påstridighet, även när det gällde ovälkomna åsikter, då hon samtidigt värderade hans kompetens, effektivitet, förståelse för utrikespolitiken och hans omsorg om hennes säkerhet.
Den 1 december 1577 dubbades Walsingham till riddare av drottningen. Åren 1574 till 1578 ägnade han främst åt att befästa sin ställning som en av drottningens mest inflytelserika rådgivare och åt att systematiskt bygga upp en organisation som skulle ge honom insikt i, och makt över, statens angelägenheter både inom och utom riket. Han var bland annat ansvarig för planeringen av utbyggnaden av hamnen i Dover och det var Walsingham som koordinerade utrustningen av Martin Frobishers expedition för att upptäcka Nordvästpassagen och undersöka vilka mineralfyndigheter man kunde finna i Labrador. Walsingham var en ivrig förespråkare av stöd till sir Francis Drake och det bland annat tack vare hans insatser det var möjligt att få ihop medel till Drakes världsomsegling år 1578 till 1581. Efter sir Christopher Hatton var Walsingham Drakes näst största sponsor. Walsinghams engagemang i detta företag var inspirerat av en önskan att befordra protestantiska intressen genom att provocera spanjorerna, och visa på deras sårbarhet vad gäller de spanska besittningarna i Stilla havet.
Walsingham skickades som ambassadör extraordinär till Nederländerna år 1578 och sedan igen till Frankrike och det franska hovet år 1581. Detta visar både på drottningens starka förtroende för honom och att hon väl visste hur hon skulle utnyttja hans ställning som väl känd devot protestant för att föra fram underförstådda hot mot de katolska nationerna.
Mellan åren 1578 och 1581 befann sig Walsingham i hjärtat av hovintrigerna, då en grupp inflytelserika rådsmedlemmar försökte övertala drottningen att ingå äktenskap med en fransk prins, Frans Hercule av Anjou, den franske kungens yngre bror och arvinge. Walsingham var såsom övertygad protestant emot ett sådant äktenskap med en katolsk furste, så till den grad att han även propagerade emot det offentligt. Walsingham målade upp ett brett perspektiv på de konsekvenser det kunde få för England om deras drottning, som nu passerat fertil ålder, gifte sig med en fransk furste, ingen av dessa bilder var tilltalande. Han ansåg att det skulle vara bättre för rikets intressen om man kunde sluta en militärallians med Frankrike mot Spanien. De ibland våldsamma diskussionerna i drottningens Privy council kom under denna period ofta att fokusera på fördelarna med att vara fristående och att själv kunna avgöra hur man ville förhålla sig gentemot Spanien, i förhållande till hur svårt det var för England ensamt att stå starkt mot det katolska hotet från kontinenten.
Walsingham förespråkade en engelsk militär intervention i Nederländerna och en sådan kom också att genomföras senare, när både hertigen av Anjou och Vilhelm av Oranien avlidit 1584, och efter att man skrivit på Nonsuchfördraget 1585.
Från år 1585 fram till sin död var Walsingham djupt engagerad i förberedelserna för ett krig med Spanien, det krig som han och lord Burghley länge hade ansett vara oundvikligt. Hans insatser bidrog till att göra England berett att försvara sig mot den Spanska armadan och han arbetade hårt för att bygga upp en sorts motsvarighet till det moderna hemvärnet. Walsingham var även en av initiativtagarna till den trohetsed, där engelsmännen fick förklara sig redo att med sina liv försvara Elisabets liv och tron, som gått till historien under namnet Bond of Association.
Walsingham lyckades också se till att en fientligt inställd regering i Skottland avsattes, efter att flera regeringskonstellationer avlöst varandra alltsedan den proengelska regenten Morton avsatts år 1578. Walsingham besökte själv det skotska hovet år 1583. Hans mål var att skapa en allians mellan de reformerta lorderna, den unge reformerte kungen och den engelska regeringen. Det slutliga målet för en sådan allians var att säkra den skotske kungen Jakob VI:s trontillträde efter drottning Elisabets död.
Dessa år präglades av spänningar i politiken gentemot Frankrike. Walsingham var mycket skeptisk till Henrik III av Frankrike som han betraktade som ytterst opålitlig. Den engelske ambassadören i Paris, Edward Stafford, däremot argumenterade för att den franske kungen var att lita på. Hans omdöme var dock påverkat av att han hade enorma spelskulder, stod i spansk sold och skickade hemlig information till Spanien. Han hade därför motiv för att locka fram en konflikt mellan England och Frankrike.

## Spionage och kontraspionage

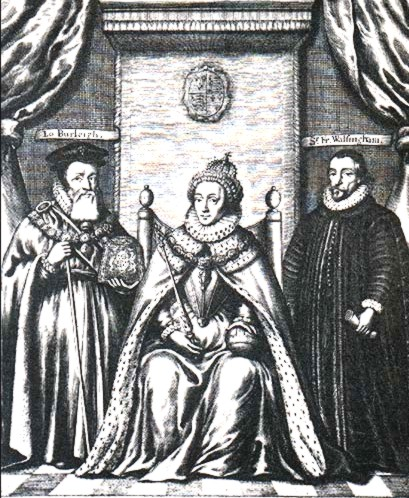
Drottning Elisabet I omgiven av: till vänster, William Cecil, 1:e baron Burghley, till höger, sir Francis Walsingham.

Genom att bygga upp en omfattande säkerhetstjänst lyckades Walsingham avslöja flera allvarliga konspirationer mot drottning Elisabet, bland annat Ridolfisammansvärjningen och Throckmortonsammansvärjningen som båda hade som mål att mörda Elisabet för att kunna ersätta henne med Maria Stuart och därmed återbörda England till den katolska kyrkan.
Efter månader av hemlig övervakning lät Walsingham arrestera Nicholas Throckmorton i november 1583. Under tortyr erkände Throckmorton att han hade konspirerat med den spanske ambassadören Bernardino de Mendoza i en sammansvärjning mot drottningen. Denna konspiration, som möjligen var helt okänd för Maria Stuart, hade som mål att förbereda för ett anfall mot England på två fronter, från södra kusten och Skottland samtidigt. Dessutom hade man tänkt försöka få de engelsmän som fortfarande var katoliker att förena sig med dem i uppror.  Throckmorton avrättades år 1584 och Mendoza utvisades från England.
Även om Maria Stuart inte åtalades i samband med denna komplott blev Walsingham så oroad av hennes inflytande att han bestämde sig för att försöka kunna hålla henne ansvarig för varje eventuell ytterligare konspiration han skulle upptäcka. Babingtonsammansvärjningen blev Walsinghams lösning på problemet. Walsingham använde skickligt sitt välutvecklade spionnät som han byggt upp bland de engelska katolikerna, och på kontinenten. Avslöjandet av Babingtonsammansvärjningen, som är ovanligt väl dokumenterat, är ett fascinerande stycke historia med alla den dramatiska berättelsens ingredienser, och händelsen utnyttjade dåtidens underrättelsetjänst till dess yttersta. Walsingham lät till och med sina privatsekreterare ingå i den detalj som personligen övervakade konspiratörerna. Det var detta avslöjande som ledde till en fällande dom mot Maria Stuart, följd av hennes avrättning år 1587, vilket hade varit Walsinghams mål. Han deltog aktivt i rättegången mot henne. När Maria Stuart avrättats hörde Walsingham till de rådgivare som drottning Elisabet utsåg till syndabockar, tillsammans med till exempel lord Burghley, earlen av Leicester och, främst, William Davison. Elisabet hade förvisso skrivit under dödsdomen men hon tänkte inte ta på sig ansvaret för att den utfördes. Detta ansvar sköt hon istället över på sina rådgivare medan hon själv uttryckte bestörtning och vrede över det inträffade.
Walsingham kände till flera detaljer om den Spanska armadans planerade anfall mot England långt innan den satte segel. Han hade under en längre tid kunnat övervaka den spanske kungens krigsförberedelser genom de agenter han lyckats placera både vid det spanska hovet och i militärledningen, och i olika sammanslutningar av diplomater och köpmän på kontinenten.  Walsinghams rekrytering av mästerspionen Anthony Standen innebar i synnerhet en triumf och de rapporter denne lämnade kom att bli av avgörande betydelse. Dock hade Filip II vidtagit sådana försiktighetsåtgärder att när den Spanska armadan lämnade hamn kände Walsingham fortfarande inte till vilken strategi man ämnade följa och inte heller exakt vilken destination armadan var bestämd för.  Detta, plus en viss naturlig äventyrslusta, ledde till att Walsingham stödde de mer aggressiva strategier som föreslogs av till exempel sir Francis Drake. Räden mot Cadiz år 1587 skapade kaos inom den spanska flottan och Walsingham skulle ha velat upprepa bragden följande år, om inte mer moderata röster i drottningens Privy council hade segrat.
När det gäller organisationen för utrikesspionage är det möjligt att omfattningen av Walsinghams spionnät aldrig till fullo kommer att kunna kartläggas. Det var dock oöverträffat i sin samtid och under lång tid därefter.  Om än utrikesspionage var en given del av Walsinghams ansvar som förste sekreterare, medförde Walsinghams fantasi och ambition, samt det faktum att han spenderade stora summor av sina egna pengar på sitt arbete, att underrättelsetjänsten växte i betydelse på ett remarkabelt sätt. Han introducerade också ett helt nytt sätt att arbeta med underrättelseverksamhet i det han insåg att ett sätt att skaffa sig insikt i spansk marinpolitik kunde vara att skaffa informatörer vid de italienska hoven och i Konstantinopel och Aleppo. Han utnyttjade också skickligt den information han kunde få genom att knyta kontakter med engelska katoliker i exil. Historikern John Bossy har hittat källor som han menar pekar på att filosofen  Giordano Bruno skulle ha rekryterats av Walsingham, denna uppgift förblir dock omtvistad. Till de mer kända, om än politiskt mindre betydelsefulla, av Walsinghams spioner hör dramatikern Christopher Marlowe, som förefaller ha varit en av de falska konvertiter som Walsingham placerade vid utländska lärosäten för att inhämta information och plantera falska upplysningar. En mer central figur var kryptografen Thomas Phelippes som var expert på att dechiffrera kodade brev, förfalska handstilar och att bryta och reparera sigill utan att detta kunde upptäckas.

## Arvet efter Walsingham
Walsingham var utan tvivel den förste engelske statsman som helt och fullt förstod vilka utmaningar och möjligheter den diplomatiska världen erbjöd i Europa efter reformationen, och han insåg vilka möjligheter till allianser, och vilka risker för hot, som öppnades upp.  Samtidigt var han en anhängare av merkantilismen och stödde aktivt några av de mest ambitiösa företagen såsom Muscovy Company och  Levant Company. Han gav finansiellt stöd till John Davis upptäcktsresor och drömde om att kunna följa upp Drakes världsomsegling med en militär/diplomatisk expedition till Fjärran Östern ledd av hans älskade styvson,  Christopher Carleill.
Walsingham var aktiv på fler områden än inom underrättelseväsendet. Han satt i parlamentet som representant för Surrey, en plats som han behöll fram till sin död, men han var ingen framträdande parlamentariker. År 1584 ingick han i den kommitté som tillsattes för att granska de privilegiebrev som tillerkänts sir Walter Raleigh. Han såg till att de mest förtjänta av hans underlydande fick möjlighet att göra karriär, nepotism av detta slag var kutym i samtiden. Han utnämndes också av drottningen till  Chancellor of the Order of the Garter och kansler för hertigdömet Lancaster.
Såsom en rådgivare som drottning Elisabet hade stort förtroende för och förlitade sig på under en stor del av sin regering, hörde Walsingham till de hovmän som fick ta emot betydande gåvor från drottningen. Den förmögenhet han fick gjorde han till stor del av med i Elisabets tjänst, han spenderade enorma summor av sina privata medel på att underhålla Elisabets underrättelsetjänst och att stödja den protestantiska saken. Elisabet kände väl till detta och varnade honom för att han på detta sätt aldrig skulle bli en förmögen man, och hon förebrådde honom hans brist på egoism. Han erhöll stora markområden, exportmonopol på till exempel öl och tyg, och stora markarrenden i norra och västra gränslanden. De bostäder som Walsingham helst använde var, förutom hans våningar vid hovet, ett residens på Seething Lane vid Tower of London, en herrgård i  Barn Elms i Surrey och en längre bort i  Odiham i Hampshire. Ingenting finns kvar av någon av Walsinghams herrgårdar.
Francis Walsingham dog den 6 april 1590. Han var då djupt skuldsatt, huvudsakligen på grund av att han gått i borgen för sin svärson och kollega, sir Philip Sidney. Påståenden om att han skulle ha varit i princip ruinerad när han avled förefaller dock inte stämma, även om de är svåra att vederlägga då detaljerad dokumentation saknas. Källor visar att Walsingham drev frågan om kompensation gentemot Sidneys dödsbo, och under sina sista år i livet genomförde han även en del större affärer med lantegendomar. Walsinghams dotter Frances erhöll endast 300 pund i årligt underhåll. Hon kom dock snart att göra ett mycket bra parti när hon gifte om sig med  earlen av Essex, och Walsinghams änka kunde unna sig ett behagligt liv fram till sin död. Efter Walsinghams död kom executorerna av hans dödsbo fram till att hans undermåliga bokhållning hade lett till att hans skulder till kronan överdrivits, och man förhandlade fram en kompromiss mellan drottningen och Walsinghams arvingar. Walsinghams efterlämnade arkiv delades upp. Dokument som rörde statens affärer omhändertogs och kom att förvaras i statsarkivet. Hans privata papper, som kunde ha blivit värdefulla historiska dokument, inte minst rörande hans privata ekonomi, försvann.
Walsingham är fortfarande en kontroversiell figur. Katolska apologister har alltsedan den viktorianska eran analyserat de konspirationer han undersökte, och Walsingham har i dessa beskrivningar framträdit som en hänsynslös, bakslug man vars främsta drivkraft var en överdriven kärlek till intriger. Att Walsingham använde sig av provokatörer för att blottlägga dessa konspirationer har aldrig förnekats, men i hans samtid betraktades detta som fullständigt legitimt.
Han nämns konsekvent i de mer fantasifulla teorierna kring vem som egentligen författade William Shakespeares dramer, och hans roll i  Christopher Marlowes död har också bildat bakgrund till en mängd konspirationsteorier.

## Walsingham i populärkulturen
- I Anthony Burgess roman A Dead Man in Deptford som handlar om  Christopher Marlowes liv , skildras  protagonisten som ett maktlöst offer som fastnar i Walsinghams nät.
- Filmen Elizabeth visar Walsingham som navet i intrigerna vid drottningens hov, på ett sätt som överdriver hans roll i historien. Geoffrey Rush spelar huvudrollen som en Walsingham som besegrar William Cecil, och kontrafaktiskt utpekar filmen honom som den som mördade Maria av Guise. I filmen är Walsingham machiavelliskt bakslug, hädisk och sexuellt ambivalent. Rush upprepade sin insats som Walsingham i filmens uppföljare Elizabeth: The Golden Age år 2007.
- Walsingham spelades av Stephen Murray i BBC serien Elizabeth R (1970).
- Walsingham spelades av skådespelaren Patrick Malahide i miniserien av  HBO: Elizabeth I
- Walsingham har en roll som Christopher Marlowes chef i komediserien The Christopher Marlowe Mysteries i BBC Radio 4.
- Walsingham dyker upp tillsammans med en påhittad systerdotter i Lucy's Blade av John Lambshead.
- I Gail Carrigers böcker om Alexia Tarabotti (bokserien Parasollprotektoratet) är Walsingham en vampyr som har rollen som Potentat, dvs vampyrernas högste representant och politisk rådgivare till drottning Victoria.